# هیده‌کو یوشیدا
هیده‌کو یوشیدا (انگلیسی: Hideko Yoshida؛ زادهٔ ۷ ژانویهٔ ۱۹۴۴) بازیگر اهل ژاپن است.
از فیلم‌ها یا برنامه‌های تلویزیونی که او در آن نقش داشته‌است می‌توان به کتاب بالش اشاره کرد.